# Саут-Гілл (Вірджинія)
Саут-Гілл (англ. South Hill) — місто (англ. town) в США, в окрузі Мекленберг штату Вірджинія. Населення — 4690 осіб (2020).

## Географія
Саут-Гілл розташований за координатами 36°43′32″ пн. ш. 78°7′44″ зх. д. / 36.72556° пн. ш. 78.12889° зх. д. (36.725662, -78.128886).  За даними Бюро перепису населення США в 2010 році місто мало площу 25,52 км², з яких 25,45 км² — суходіл та 0,07 км² — водойми.

## Демографія
Згідно з переписом 2010 року, у місті мешкало 4650 осіб у 1988 домогосподарствах у складі 1209 родин. Густота населення становила 182 особи/км².  Було 2227 помешкань (87/км²).
Расовий склад населення:
| - 52,1 % — білих - 42,3 % — чорних або афроамериканців - 2,1 % — азіатів - 0,2 % — корінних американців - 0,1 % — вихідців з тихоокеанських островів - 1,3 % — осіб інших рас |

До двох чи більше рас належало 1,9 %. Частка іспаномовних становила 2,9 % від усіх жителів.
За віковим діапазоном населення розподілялося таким чином: 24,2 % — особи молодші 18 років, 55,5 % — особи у віці 18—64 років, 20,3 % — особи у віці 65 років та старші. Медіана віку мешканця становила 40,9 року. На 100 осіб жіночої статі у місті припадало 78,6 чоловіків;  на 100 жінок у віці від 18 років та старших — 73,1 чоловіків також старших 18 років.
Середній дохід на одне домашнє господарство  становив 50 669 доларів США (медіана — 38 256), а середній дохід на одну сім'ю — 65 002 долари (медіана — 50 469). За межею бідності перебувало 16,3 % осіб, у тому числі 21,0 % дітей у віці до 18 років та 8,7 % осіб у віці 65 років та старших.
Цивільне працевлаштоване населення становило 2204 особи. Основні галузі зайнятості: освіта, охорона здоров'я та соціальна допомога — 25,7 %, роздрібна торгівля — 19,3 %, мистецтво, розваги та відпочинок — 11,1 %, публічна адміністрація — 8,8 %.